# Concierto para flauta de Federico el Grande en Sanssouci
Concierto para flauta de Federico el Grande en Sanssouci o El concierto de flauta es una pintura histórica al óleo sobre lienzo de 1852 del pintor alemán Adolph Menzel. La obra representa a Federico el Grande, rey de Prusia, tocando la flauta en un concierto nocturno en el Palacio de Sanssouci. La pintura se encuentra en la Antigua Galería Nacional de Berlín de Berlín.
Menzel fue uno de los pintores realistas más populares e importantes del siglo XIX, y fue ennoblecido como Adolph von Menzel en 1898. Sus obras constituyen un importante registro de la vida en Prusia en esa época, especialmente de la vida de Federico II el Grande. Sanssouci (que significa libre de preocupaciones) fue el palacio de verano de Federico en Potsdam, cerca de Berlín.
La pintura representa, en un estilo pictórico preimpresionista del siglo XIX, una velada musical del siglo XVIII en palacio en la que se toca una pieza musical con el propio rey Federico tocando la flauta en el centro del escenario. Sin embargo, los rasgos del monarca representados en la pintura están muy idealizados, ya que Menzel evita mostrar a Federico con su nariz aguileña, aunque debe haber conocido la máscara mortuoria del rey prusiano.
Delante de Federico se sienta su conjunto de cámara y detrás de él un público formado por dignatarios y damas nobles. El foco de la obra no está en la música, sino en el monarca y en el ambiente creado por el diseño interior, los muebles, la lámpara de araña, la luz de las velas y los elaborados vestidos de las damas.
La asamblea está formada por algunos de los nombres más destacados del momento, a saber:
- Johann Joachim Quantz, el maestro de flauta del rey (de pie a la derecha)
- Franz Benda, violinista y compositor bohemio (a su derecha con un violín y una levita oscura)
- Carl Philipp Emanuel Bach, músico y compositor alemán (clavecinista)
- Gustav Adolf von Gotter, diplomático (primer plano a la izquierda)
- Jakob Friedrich von Bielfeld, escritor y estadista alemán (detrás de él)
- Pierre Louis Maupertuis, matemático y filósofo francés (detrás de él, mirando hacia arriba)
- Wilhelmine von Bayreuth, hermana de Federico (sentada en el sofá rosa)
- Amalie von Preussen, compositora y también hermana de Federico (a su derecha, con una dama de la corte)
- Carl Heinrich Graun, compositor alemán y director de orquesta de la corte (detrás de ellos)
- Condesa Camas (anciana detrás del atril)
- Egmont von Chasot, amigo de Federico (detrás de ella)

Según sus propias palabras, a Menzel no le interesaba tanto representar a las personas en su cuadro, sino más bien mostrar la situación de la iluminación con las numerosas velas. Se dice que le confesó a un visitante que "en realidad había pintado el cuadro sólo por la lámpara".